# A Batalha do Rio da Prata
A Batalha do Rio da Prata (em inglês:  The Battle of the River Plate) é um filme de guerra britânico, produzido em 1956, e dirigido pela dupla Michael Powell e Emeric Pressburger, estrelando John Gregson, Anthony Quayle, Peter Finch, Bernard Lee, Patrick Macnee e Christopher Lee (nascido em 1922). Nos EUA, o filme foi rebatizado "Pursuit of the Graf Spee".
O filme retrata a Batalha do Rio da Prata, uma batalha naval entre uma força de três cruzadores da Marinha Real Britânica e o cruzador pesado alemão Admiral Graf Spee. Diferente de muitos filmes de guerra do período, este filme retrata os alemães como oponentes honrados ao invés de "hunos" caricatos. Era um tema recorrente na filmografia de Powell e Pressburger, inclusive em Coronel Blimp: Vida e Morte.

## Elenco
- Anthony Quayle ... Comodoro Henry Harwood
- John Gregson ... Capitão Frederick Bell
- Ian Hunter ... Capitão Charles Woodhouse
- Jack Gwillim ... Capitão William Parry
- Peter Finch ... Almirante Hans Langsdorff
- Bernard Lee ... Capitão G.G. Dove
- Lionel Murton ... Mike Fowler
- Anthony Bushell ... Millington Drake
- Michael Goodliffe ... Capitão Henry McCall
- Peter Illing ... Dr. Alberto Guani
- William Squire ... Ray Martin
- Donald Moffat ... Swanston, Observador do Ajax
- Patrick Macnee ... Comandante Ralph Medley
- John Schlesinger ... Tenente Hertzberg
- John Chandos ... Dr. Otto Langmann
- Douglas Wilmer ... Sr. Desmoulins